# Operación Cerberus
La Operación Cerberus (en alemán: Unternehmen Cerberus) fue una de las más exitosas operaciones navales de la Kriegsmarine durante la Segunda Guerra Mundial, destinada a evacuar a los cruceros alemanes desde el puerto de Brest, en la Francia ocupada, hasta Alemania, en febrero de 1942.

## Antecedentes
Desde marzo de 1941, el puerto de Brest había albergado a los acorazados Gneisenau y Scharnhorst y al crucero pesado Prinz Eugen. Los dos primeros estaban desde que había finalizado la operación Berlín. En junio de ese año, el crucero pesado Prinz Eugen se les había unido después de su salida al Atlántico en mayo de 1941 junto al malogrado acorazado Bismarck. Tal concentración de buques alemanes en un puerto que brindaba la salida al Atlántico no dejaba indiferente al Alto Mando británico, que dio prioridad a la RAF para que inmovilizara dichos buques mediante sucesivos bombardeos. A pesar de que las unidades alemanas fueron camufladas con redes, fueron alcanzadas por bombas británicas en diferentes fechas entre 1941 y 1942.
En efecto, en abril de 1941, el Gneisenau había sido alcanzado por 4 bombas de aviación que le dejaron en la dársena de reparaciones. El Scharnhorst fue tocado el 24 de julio de 1941 por 2 bombas que le causaron 5 bajas. En julio, el Prinz Eugen fue impactado en el centro destruyendo su central directora de tiro y causándole 50 bajas.
Los británicos habían destinado un total de 800 aviones, 12.000 toneladas de bombas y más de 100 aviones perdidos para mantener inmovilizadas a las unidades alemanas. La salida del puerto había sido minada y además el canal de la Mancha también se había minado.
Para las reparaciones de dichos buques, el Alto Mando alemán (OKW) había destinado unos 10 000 obreros que requerían en promedio 3 meses para reparar los daños por cada buque dañado. Adicionalmente, se habían destinado a Brest miles de hombres de la Luftwaffe y de la Wehrmacht para reforzar las defensas antiaéreas.
El gran almirante Erich Raeder no había mostrado iniciativa alguna para extraer dichas unidades, continuamente bombardeadas en Brest, y su pasividad había llamado la atención de Adolf Hitler, quien temía que Noruega pudiera ser liberada por los Aliados y requería de todas las unidades navales disponibles para disuadir al enemigo de reconquistar estos territorios.

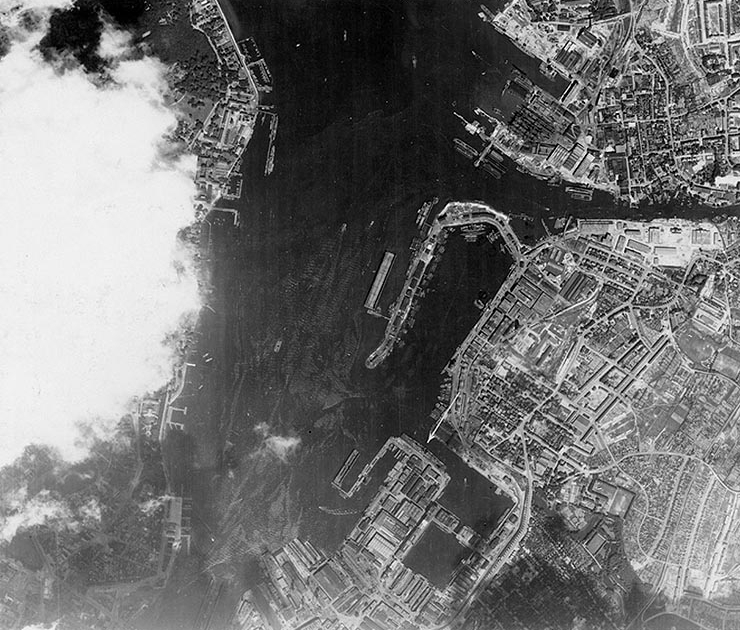
El crucero Scharnhorst en Brest en febrero de 1942 (señalado por una flecha en el centro inferior).

Además el puerto de Brest se había llenado de espías que simulaban ser obreros del puerto e informaban al Alto Mando británico de todos los movimientos de los cruceros. Los británicos sospechaban que los navíos alemanes podían salir de Brest, pero no se tomaron mayor interés en el asunto, ya que pensaban que si lo hacían sería de día. El plan alemán contemplaría precisamente lo que los británicos no esperaban.

## Gestación del plan alemán
Hitler, encolerizado ante la pasividad del OKM, representado por Raeder a quien reprochaba su ineptitud, le convocó a una reunión el 13 de noviembre de 1941 para que explicara su postura ante esta incómoda situación estratégica. Raeder explicó la situación que afectaba a los cruceros alemanes y Hitler le propuso que elaborara un plan de operaciones que implicaba el cruce del canal de la Mancha. Raeder, sorprendido por la audacia de la propuesta, prometió analizar la idea y presentar un plan para diciembre de ese año. De no remediarse la situación, Hitler ordenaría el desarme artillero de los buques y el traslado de sus cañones a las defensas noruegas.
Sin embargo, el 8 de enero de 1942, Hitler tuvo que recordar a Raeder su compromiso y este presentó sus objeciones al respecto, argumentando que la operación suponía la total pérdida de los buques debido a las minas y principalmente a que al cruzar el canal quedarían al alcance de la RAF. Para dirimir el tema Hitler convocó una junta para el 12 de enero de 1942 en Wolfsschanze donde estaría la totalidad del Alto Mando de las fuerzas alemanas. A dicha reunión asistieron Otto Ruge, comandante de las fuerzas alemanas en Noruega, Adolf Galland, a cargo de la Inspección de Cazas en el Canal, Hans Jeschonnek, jefe del Estado Mayor de la Luftwaffe, Otto Ciliax, jefe de la escuadrilla de cruceros, y Wilhelm Keitel, Comandante en Jefe de las Fuerzas Armadas, además de Raeder.
En dicha reunión se discutieron rutas alternativas, pero Hitler insistió en que fuera por la vía más corta, a través del Canal. Raeder entonces cedió en sus objeciones planteando que si tenía suficiente cobertura de cazas y unidades navales de apoyo menores, incluidos dragaminas, se podía realizar la misión. La agrupación alemana sería escoltada durante la noche por Ju-88 nocturnos y por el día habría además Heinkel He-111 equipados con aparatos antirradar. El almirante Otto Ciliax fue nombrado comandante de la operación y planteó la posibilidad de zarpar en la noche para después cruzar el paso de Calais (en inglés estrecho de Dover) al mediodía, un horario en el que a los británicos nunca se les ocurriría que se ejecutase una operación semejante. Jeschonnek prometió una cobertura de 250 cazas listos para entrar en acción, más 30 cazas como paraguas permanente desde el amanecer hasta el atardecer. Los dragaminas irían por delante de la formación y luego seguirían los destructores, torpederos y lanchas rápidas de ataque. La fecha de la operación fue fijada para el 11 de febrero de 1942, a las 22:30 horas.

## Ejecución y respuesta británica
A las 22:40 horas del 11 de febrero de 1942 la agrupación de cruceros conducida por Otto Ciliax zarpó desde Brest. Fuera les esperaban los 6 destructores de Erich A. Bey, más las lanchas torpederas. Despegarón además 30 Ju-88 equipados para combate nocturno. El Scharnhorst sirvió de buque insignia y fue comandado por el capitán Kurt-Cäsar Hoffmann. El mismo puerto de Brest fue cubierto con humo químico neblinoso para encubrir las acciones. Las tripulaciones germanas no fueron informadas del destino para evitar cualquier fallo de seguridad. Desde la costa francesa (en la Francia ocupada) el general de brigada Wolfgang Martin inició la perturbación electrónica con sus equipos de tierra para interferir el radar enemigo. La suerte estuvo del lado alemán, ya que el submarino británico HMS Sealion estaba en esos momentos recargando baterías y no tenía su radar operando, y además el tiempo se presentaba muy borrascoso, con nubes muy bajas.
La agrupación alemana se desplazó a 30 nudos bajo un tiempo inclemente que favorecía el encubrimiento. Un avión británico equipado con radar, que justo falló esa noche, no detectó la agrupación que está saliendo del puerto en el siguiente orden: crucero pesado Prinz Eugen y los cruceros de batalla Gneisenau y Scharnhorst, dos destructores en los flancos, uno atrás y el destructor Z-29 con Erich A. Bey a la cabeza de la formación. La flotilla de 80 dragaminas al mando del capitán de corbeta Karl Bergelt iba muy adelante de la formación detectando e inutilizando campos minados e informando a Ciliax de sus hallazgos. En total inutilizarían unas 119 minas de distinto tipo.
La amanecida del 12 de febrero cubrió de niebla a la agrupación alemana. Los aviones de escolta aparecen a eso de las 9:20 horas proporcionando un paraguas defensivo alrededor de la agrupación alemana. Hacia el mediodía la formación alemana estaba frente a Boulogne cuando fue detectada por aviones británicos. Únicamente entonces el Almirantazgo británico se da cuenta de que bajo sus narices desfilaba casi toda la armada alemana, por lo que las medidas tomadas resultaron improvisadas y sin una planificación adecuada. Hacia las 12:30 una escuadrilla de lanchas torpederas provenientes de Dover atacó infructuosamente a la agrupación alemana, sin conseguir ningún impacto, principalmente debido al grueso oleaje. Al mismo tiempo, una escuadrilla de aviones Fairey Swordfish al mando del capitán Eugene Esmonde intentó acercarse al perímetro defensivo, pero fue rechazada en forma eficaz siendo abatidos 6 aparatos. Esmonde pereció y uno a uno los aparatos son derribados tanto por los cazas de cobertura como por la artillería antiaérea.
El Scharnhorst evitó unos torpedos haciendo una guiñada y al recomponer el rumbo chocó con una mina que lo dejó al garete, las máquinas dejaron de funcionar y literalmente el buque "se apagó". Ciliax tuvo que transbordar a un destructor, el Z-38, con toda la documentación de la operación. Tanto el Gneisenau como el Prinz Eugen pasaron por sus costados a gran velocidad sin detenerse. A las 13:30 horas aproximadamente se produjo un ataque combinado aéreo y de una flotilla de destructores británicos que se acercaban a la agrupación alemana e intentaban colocarse en posición de lanzamiento de torpedos. El Gneisenau y el Prinz Eugen rechazaron el ataque siendo el HMS Worcester alcanzado repetidamente por la artillería alemana. Ninguno de los 30 torpedos lanzados alcanzó a la agrupación alemana. El Scharnhorst, tras media hora de quedar al garete, increíblemente no fue atacado y pudo reanudar su carrera de rezagado tras los dos buques alemanes. Por el lado del almirantazgo británico se cometió un error táctico al subestimar la velocidad de la agrupación alemana y las medidas tomadas quedan sin efecto. Desde las costas británicas, los cañones de largo alcance dispararon contra las fuerzas alemanas, pero Ciliax literalmente se pegó a la costa francesa y los disparos se quedaron cortos, además de que los buques fueron encubiertos por humo artificial de los destructores.
En conjunto la agrupación alemana debió soportar el ataque constante, hasta el anochecer del 12 de febrero, de un total de 680 aviones británicos que no lograron ningún resultado, sufriendo por su parte 13 bajas y 41 aviones entre bombarderos, cazas y torpederos contra 17 cazas por parte de la Luftwaffe. Un grupo de aviones bombarderos británicos sembraron minas magnéticas frente a la salida del río Elba, que finalmente derivaron hacia la costa sin resultados. A la altura de la isla de Terschelling el Gneisenau chocó con una mina a proa, pero los daños no le impidieron seguir navegando aunque a tan solo 25 nudos. El Scharnhorst volvió a chocar con otra mina en el sector de máquinas, que lo dejó a velocidad muy reducida. Al amanecer del 13 de febrero de 1942, el Gneisenau y el Prinz Eugen entraron en el río Elba en pos del canal de Kiel y el Scharnhorst se dirigió a Wilhelmshaven, siendo recibidos como héroes.

## Consecuencias
Por el lado británico, la travesía a la carrera de la agrupación alemana causó indignación en el pueblo británico, que se sintió humillado y con la cierta sensación de que su fuerza aérea era incapaz de atacar blancos en movimiento. Pero paradójicamente la nueva ubicación de los cruceros pesados alemanes alejaba el peligro de que salieran al Atlántico y además estaban aún a merced de los bombarderos de largo alcance de la RAF. 
Por el lado alemán, la operación fue una de las más exitosas llevadas a cabo por la Armada alemana y dejó a los británicos abatidos. La propaganda alemana aprovechó este momento para reivindicar los éxitos de la Kriegsmarine por su coordinación y audacia, alabando a Hitler por su genio estratégico. Se ocultaron a la prensa las averías de los buques alemanes. Tanto el Gneisenau como el Scharnhorst entraron discretamente a dique seco para reparaciones. Tan solo el Prinz Eugen estaba indemne. En efecto, la armada alemana volvía a quedar a merced de los ataques británicos en sus propios puertos. El 27 de febrero de 1942, tan solo 14 días después de la travesía, el Gneisenau es alcanzado por bombas enemigas en Kiel, resultando parcialmente dañado por la voladura de una de sus torres artilleras y sufriendo 112 bajas. Se pretendió dotarlo de torres artilleras de 381 mm, pero finalmente sería abandonado a la salida de Gotenhafen (actual Gdynia, en Polonia). Hitler ordenó el desarme artillero del Gneisenau llevando sus torres a las defensas costeras en Holanda y Noruega, cumpliendo parcialmente de esta manera la amenaza dada a Reader en 1941.
| Protagonistas de la operación Cerberus                   |  |  |                                                                                                 |  |  |                                                                 |  |  | |  |  |
| Crucero pesado Prinz Eugen                               |  |  | Acorazado Scharnhorst                                                                           |  |  | Acorazado Gneisenau                                             |  |  | Erich Raeder Gran Almirante, Jefe del OKM . Su pasividad ante la situación de Brest originó la intervención de Hitler. |  |  |
| Otto Ciliax Vicealmirante, comandante de la operación. . |  |  | Erich A. Bey Capitán de navío. Proporcionó la cobertura de destructores a la formación alemana. |  |  | Kurt Caesar Hoffmann Vicealmirante, comandante del Scharnhorst. |  |  | Adolf Galland General de la Luftwaffe. Proporcionó cobertura aérea a la formación alemana.                             |  |  |